# Восточный По
Восто́чный По (фр. Pau-Est) — упразднённый французский кантон, находился в регионе Аквитания, департамент Атлантические Пиренеи. Входил в состав округа По.
Код INSEE кантона — 6431. Всего в кантон Восточный По входили 6 коммун, из них главной коммуной являлась По.

## Население
Население кантона на 2012 год составляло 29 364 человека.
| 1962 | 1968 | 1975 | 1982 | 1990   | 1999   | 2006   | 2012   |
| ---- | ---- | ---- | ---- | ------ | ------ | ------ | ------ |
| —    | —    | —    | —    | 24 803 | 25 828 | 29 127 | 29 364 |

## Коммуны кантона
| Коммуна    | Население, чел. (2012) | Почтовый индекс | Код INSEE |
| ---------- | ---------------------- | --------------- | --------- |
| Артиглутан | 999                    | 64420           | 64059     |
| Идрон      | 4267                   | 64320           | 64269     |
| Ле         | 1228                   | 64320           | 64329     |
| Нусти      | 1552                   | 64420           | 64419     |
| Ус         | 1554                   | 64320           | 64439     |
| По         | 19 764                 | 64000           | 64445     |